# 浜口富士子
浜口 富士子（はまぐち ふじこ、1909年9月 - 1935年10月9日）は、日本の女優である。濱口 冨士子と表記されることもある。本名は鈴木 冨士子（すずき ふじこ）。澤田正二郎率いる新国劇の研究生を経て、日活太秦撮影所の新進女優として一世を風靡したが、早世した。夫は元俳優の神田俊二。

## 来歴・人物
1909年（明治42年）9月、東京府東京市神田区（現在の東京都千代田区）に生まれる。一ツ橋高等女学校を卒業後、澤田正二郎（1892年 - 1929年）が創立した新国劇の研究生となり、本名の鈴木冨士子名義で舞台に出演。
1929年（昭和4年）、浜口は『キネマ旬報』同年1月1日号より、1928年（昭和3年）に公開された欧米映画『噂の女』で主演を務めたノーマ・タルマッジ（1894年 - 1957年）が寄贈した洋装一式を賞品に公募した「モダンガール懸賞募集・美人投票」に応募する。600人の応募のうち、浜口を含む25人の予選通過者の写真が銀座にある松坂屋に展示され、一般の人気投票を求めた結果、6888票中1271票を得て当選。当選結果は同誌の同年3月21日号によって発表されたが、去る3月4日に師匠の澤田が急逝した為、映画俳優に転向しようと考えた矢先とあって、この公募をきっかけに日活のスカウトを直ちに承諾し、同年7月、日活太秦撮影所現代劇部に入社。同年7月2日に内閣を組織した浜口雄幸（1870年 - 1931年）にあやかって浜口富士子と改名する。デビュー作は同年9月15日に公開された、中村武羅夫（1886年 - 1949年）の東京朝日新聞連載小説の映画化で阿部豊監督映画『蒼白き薔薇』に島耕二、夏川静江、沢蘭子と共演。以後、南部章三（後の南部彰三）、中野英治、村田宏寿、大日方伝の相手役を務め、新進女優として華々しく売り出し、また阿部豊監督映画『日本晴れ』や伊奈精一監督映画『むすめ尖端エロ感時代 第二篇 娘突貫100哩』などで主演を務め、大活躍した。

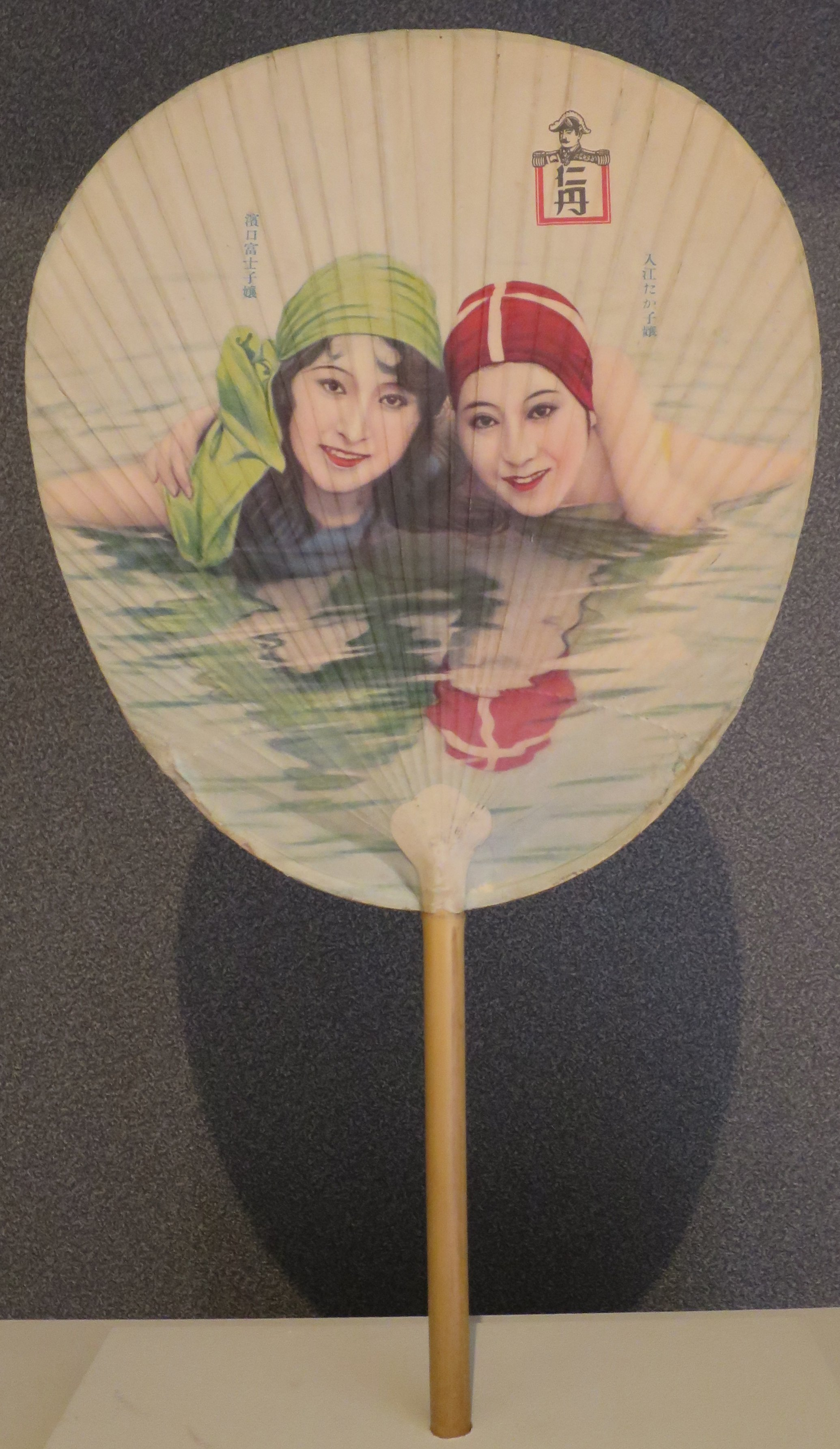
1930年代の仁丹の団扇、左から浜口富士子と入江たか子

ところが1930年（昭和5年）、幾つかの映画で共演した神田俊二（1900年 - 戦争末期）との恋愛の末に同棲生活に入り、前途に陰りを見せ始める。1931年（昭和6年）には、神田が父神田鐳蔵（1872年 - 1934年）によって設立され、昭和恐慌の影響で廃業危機に陥った紅葉屋商会を立て直す為、同年6月の三枝源次郎監督映画『太平洋横断』を最後に退社し、上京している。浜口も神田のあとを追って上京した為、同年後半は渡辺邦男監督映画『肥後の駒下駄』で河部五郎（1888年 - 1976年）と共演したのみである。1932年（昭和7年）、稲垣浩監督映画『旅は青空』と伊丹万作監督映画『研辰の討たれ』に出演後、神田と結婚。翌1933年（昭和8年）、熊谷久虎監督映画『彼女の道』を最後に退社し、家庭に入った。
1934年（昭和9年）6月、日活へ復帰。同年、日活多摩川撮影所が製作した溝口健二監督映画『愛憎峠』の出演が決まっていたが、直後に結核で倒れて断念する。1935年（昭和10年）春、千葉県市川市真間の高橋病院に入院していたが、容態は安定せず、同年10月9日に死去した。満26歳没。トーキー作品への出演は1作もなく、出演作品はすべてサイレント映画であった。
浜口の死去から31年後の1961年（昭和36年）、日活太秦現代劇部のスタッフとして活動していた伊奈もと（伊奈モト）により『髪と女優』（日本週報社）が刊行され、同書には「悲惨な死 浜口富士子」として一章が割かれているが、佳人薄命を地で行くような生涯であった。

## 出演作品

### 日活太秦撮影所
特筆以外、全て製作は「日活太秦撮影所」、配給は「日活」、全てサイレント映画である。
- 『蒼白き薔薇』：監督阿部豊、1929年9月15日公開 - 渡辺緋佐子 ※デビュー作[1]
- 『一番目の女』：監督三枝源次郎、1929年11月1日公開
- 『めくら』：監督東坊城恭長、1929年12月13日公開
- 『摩天楼 愛慾篇』：監督村田実、1930年1月14日公開 - お蝶
- 『藤原義江のふるさと』（『ふるさと』）：監督溝口健二、1930年3月14日公開 - 大村夏枝

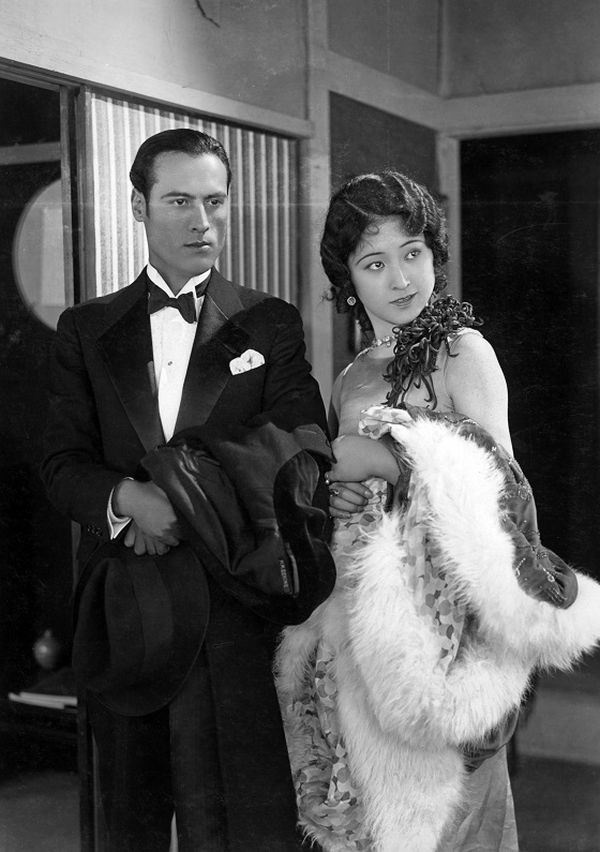
『藤原義江のふるさと』左から藤原義江、浜口富士子

- 『嘘から嘘』：監督木村次郎、1930年5月15日公開 - 潤子
- 『女七変化』：監督三枝源次郎、1930年6月7日公開 - すず
- 『手術綺談』：監督木村次郎、1930年8月8日公開 - 絢子
- 『海の祭』：監督伊奈精一、1930年9月5日公開 - モダンガール・蘭子
- 『新東京行進曲』：監督長倉祐孝、1930年10月3日公開 - 須田美智子
- 『日本晴れ』：監督阿部豊、1930年10月10日公開 - 芸妓・小鍛冶
- 『むすめ尖端エロ感時代 第二篇 娘突貫100哩』（『娘突貫100哩』）：監督伊奈精一、1930年12月5日公開 - 道子
- 『新婚超特急』：監督長倉祐孝、1930年12月24日公開[6] - 妻フミ子
- 『一九三一年日活オンパレード』：監督阿部豊、1930年12月31日公開
- 『恋愛精算帳』（『戀愛精算帳』）：監督伊奈精一、1931年4月1日公開
- 『大日活アラモード』：監督阿部豊、1931年5月1日公開 - 近藤の妻
- 『明日の太陽』：監督徳永フランク、1931年5月29日公開 - 春枝
- 『しかも彼等は行く 前編』：監督溝口健二、1931年6月12日公開 - 南條の妻
- 『しかも彼等は行く 後篇』：監督溝口健二、1931年6月12日公開 - 南條の妻
- 『太平洋横断』：監督三枝源次郎、1931年6月23日公開
- 『肥後の駒下駄』：監督渡辺邦男、1931年11月27日公開
- 『旅は青空』：監督稲垣浩、製作片岡千恵蔵プロダクション嵯峨野撮影所、1932年7月14日公開 - 手品師・おかね
- 『研辰の討たれ』：監督伊丹万作、製作片岡千恵蔵プロダクション嵯峨野撮影所、1932年11月17日公開 - 辰次女房お末
- 『彼女の道』：監督熊谷久虎、1933年2月8日公開

### 日活多摩川撮影所
全て製作は「日活多摩川撮影所」、配給は「日活」、特筆以外は全てサイレント映画である。
- 『愛憎峠』：監督溝口健二、1934年9月1日公開 - 南郷力丸 ※サウンド版
- 『花嫁日記』：監督渡辺邦男、1934年10月4日公開 - 頭痛膏の奥さん